# Dignitas
Dignitas é uma sociedade suíça sem fins lucrativos que oferece suicídio assistido a membros da organização que sofrem de doenças terminais ou graves, tanto físicas quanto mentais. É amparada por médicos suíços qualificados. A organização já assistiu a mais de 2.100 pessoas morrerem em casa, na Suíça e na casa/apartamento da Dignitas, perto de Zurique. Além disso, realizam trabalhos de consultoria em cuidados paliativos, diretrizes de assistência médica e prevenção de tentativas de suicídio e têm liderado e apoiado inúmeros casos judiciais e projetos de legislação para leis de direito de morrer em todo o mundo.
Os membros da Dignitas que desejam um suicídio assistido devem ter a capacidade vocal e de avaliar situações ou as circunstâncias, além de poderem executar o último ato que causa a morte. Antes disso, devem enviar uma solicitação formal, uma carta explicando seu desejo de morrer e, principalmente, todos os relatórios médicos mostrando diagnóstico e os tratamentos tentados. Para pessoas com doenças psiquiátricas graves, é necessário um relatório médico elaborado por um psiquiatra que estabeleça a condição do paciente, conforme decisão do Supremo Tribunal da Suíça.